# Режиссёрский сценарий
Режиссёрский сцена́рий (также — режиссёрско-монтажный; постановочный; рабочий режиссёрский) — рабочий сценарий с диалогами и чертежами мизансцен, хронометражем и раскадровкой, чередованиями планов и ракурсов, звуковым оформлением, который создаётся после написания литературного сценария, и представляет собой монтажный план всего фильма, комплексно решающий дальнейшую съёмку и работу актёров и операторов. В нём также могут быть указания режиссёрам, операторам, художникам, гримёрам, костюмерам. Создаётся режиссёром совместно с драматургом, сценаристом, художником.
Общепринятой формы режиссёрского сценария на данный момент не существует.
Издаётся в печатном виде.

## История
До 1938 года режиссёр-постановщик считался автором монтажных листов.
Постановление Совнаркома СССР № 384 от 23 марта 1938 года ограничило подготовительный период создания художественных фильмов, при этом создание режиссёрского сценария входило в подготовительный период. Постановление № 982 Совета министров СССР от 19 июля 1956 года исключило из подготовительного периода разработку режиссёрско-монтажного сценария и установило, что запуск фильмов в подготовительный период должен производиться по утверждённым режиссёрским сценариям по соответствующей форме. Постановлением Совета министров СССР № 196 от 24 февраля 1961 года киностудиям предоставлено право в период разработки режиссёрского сценария осуществлять подбор актёров и выезды в экспедиции для выбора мест натурных съёмок.
7 марта 1964 года издана Инструкция о порядке запуска художественных фильмов в производство, согласно которой неутверждённый литературный сценарий в тематическом плане, не может быть передан в режиссёрскую разработку; разработка режиссёрского сценария на основе утвержденного литературного сценария осуществляется кинорежиссёром-постановщиком, к разработке также привлекаются кинооператор, художник-постановщик, кинорежиссёр (или ассистент режиссёра), директор кинокартины, и автор литературного сценария и композитор (по музыкальным фильмам).
В 1974 году создание режиссёрского сценария возвращено в подготовительный период создания фильма, в 1977–1985 годах — включено в сценарный период.

## Элементы
Режиссёрский сценарий всегда представляет собой таблицу, в максимальном объёме состоящую из следующих столбцов:
| № | Хронометраж | Раскадровка   | Объект    | Крупность    | Действие                              | Диалоги                 | Звук                                            | Реквизит                                | Примечания                               |
| - | ----------- | ------------- | --------- | ------------ | ------------------------------------- | ----------------------- | ----------------------------------------------- | --------------------------------------- | ---------------------------------------- |
| 1 | 3           | Рисунки кадра | Экстерьер | Дальний план | Описание действия и заметки режиссёра | Имя героя и его реплика | Особенности звукового и музыкального оформления | Указывается значимый реквизит для кадра | Примечания режиссёра относительно съёмок |

## Как объект авторского права
Вопросы режиссёрского сценария как объекта авторского права остаются предметом исследований.
В. И. Серебровский считал, что «объектом авторского права следует признать режиссёрский (рабочий) сценарий, представляющий собою не только техническую, но и творческую разработку кинорежиссёром литературного сценария», по которому осуществляется постановка фильма.
А. И. Ваксберг и И. А. Грингольц считали, что режиссёр создаёт два объекта авторского права: режиссёрский сценарий и кинопостановку. Но при этом, сфера применения права на режиссёрский сценарий ограничивается его изданием и постановкой по данному сценарию.
Согласно статьям 1259 и 1260 ГК РФ, режиссёрский сценарий — сценарное производное произведение от литературного сценария (киносценария), и является основным произведением для разработки производных произведений, входящих в постановочный проект фильма, в том числе аудиовизуального.